# Дюрбе Ахмед-бея
Дюрбе Ахмед-бея (Кубоподобное дюрбе) — усыпальница в Бахчисарае. Расположена в 20 метрах на восток от минбера, в ограде городского рынка (Ахмед-бей умер в 1577 году, о чём сообщали на надмогильной стеле, найденной в 1921 году вблизи входа в мавзолей, хотя, возможно, она и не касалась дюрбе).

## История

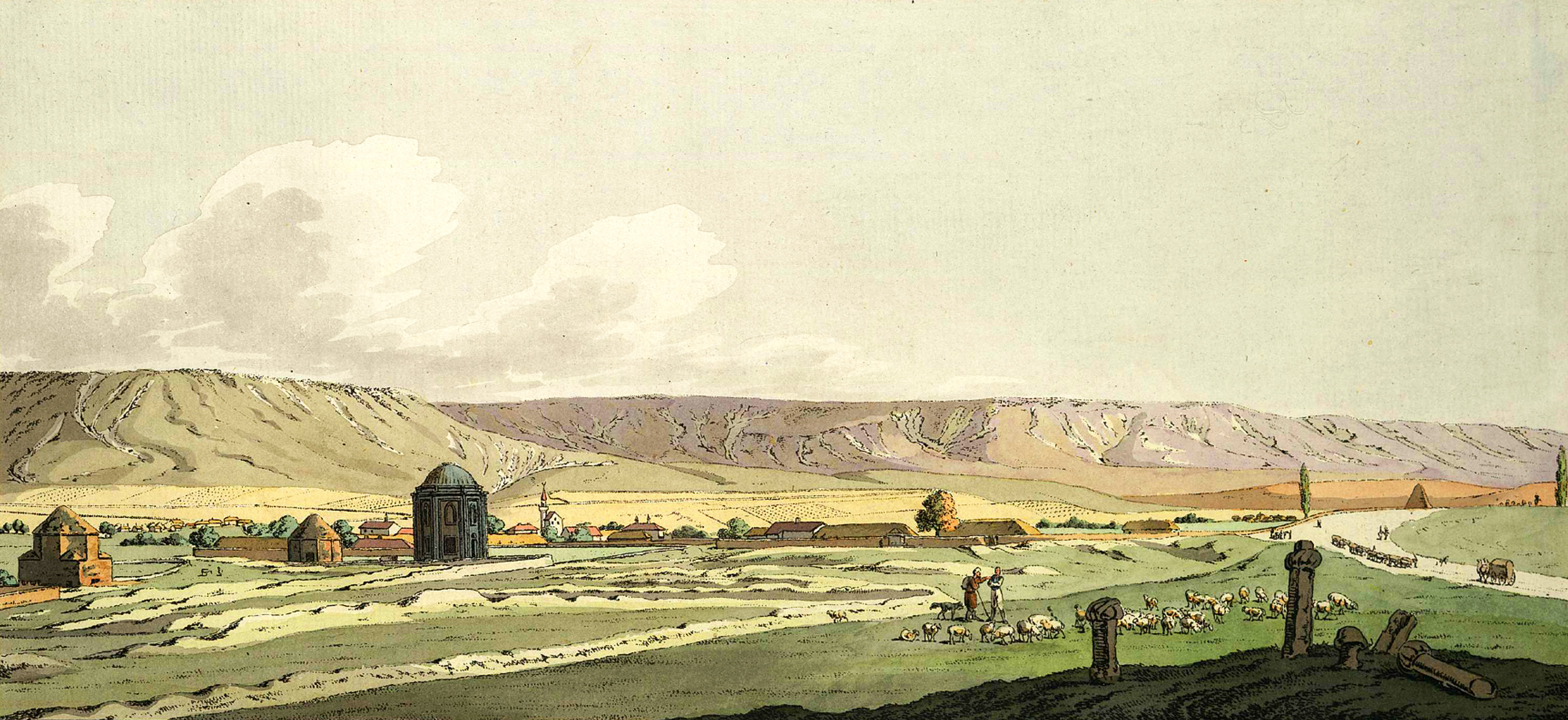
Эски-Юрт в 1793 году. С рисунка П. С. Палласа. Дюрбе Ахмед-бея крайнее слева

Дату построения, как и название сооружения, очевидно, надо считать условными. Насколько можно утверждать, это очень и очень старая постройка — вполне возможно, что её возвели здесь ещё в ордынские времена. Дюрбе, которые строили во времена Крымского ханства, были многогранными. А квадратный план для старой крымскотатарской архитектуры является показателем значительной давности постройки. Подобные сооружения (мечети) есть в Восточном Крыму, и там их датируют XIII и нач. XVI века. Это квадратное в плане строение, со стороной 7,15 м, имеющее форму куба с косо срезанными сверху внешними углами, которые переходят из четырёхугольника на восьмиугольник, которые держит баню. Подобное дюрбе сохранилось также в села Айвовое Бахчисарайского района.

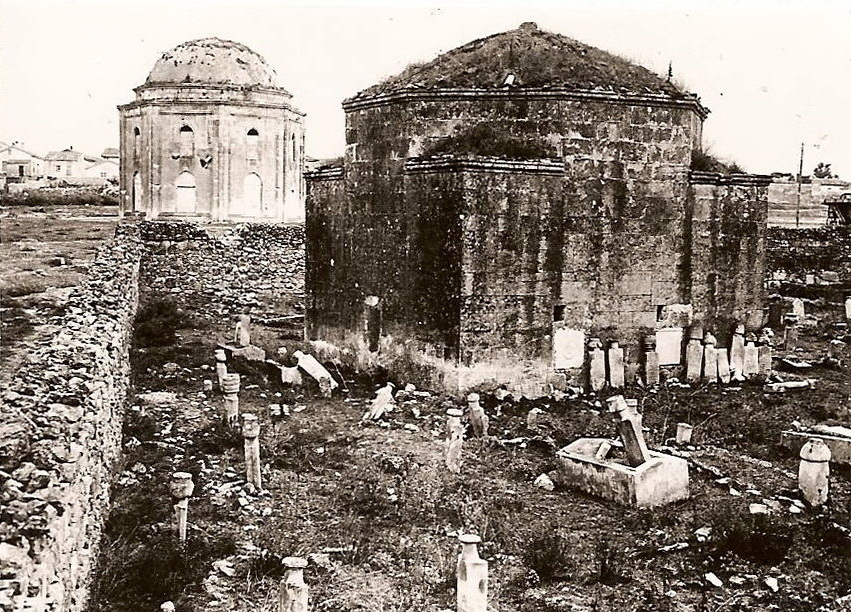
Дюрбе Ахмед-бея, сзади Дюрбе Мехмеда II Герая, фото начала XX века